# Ride

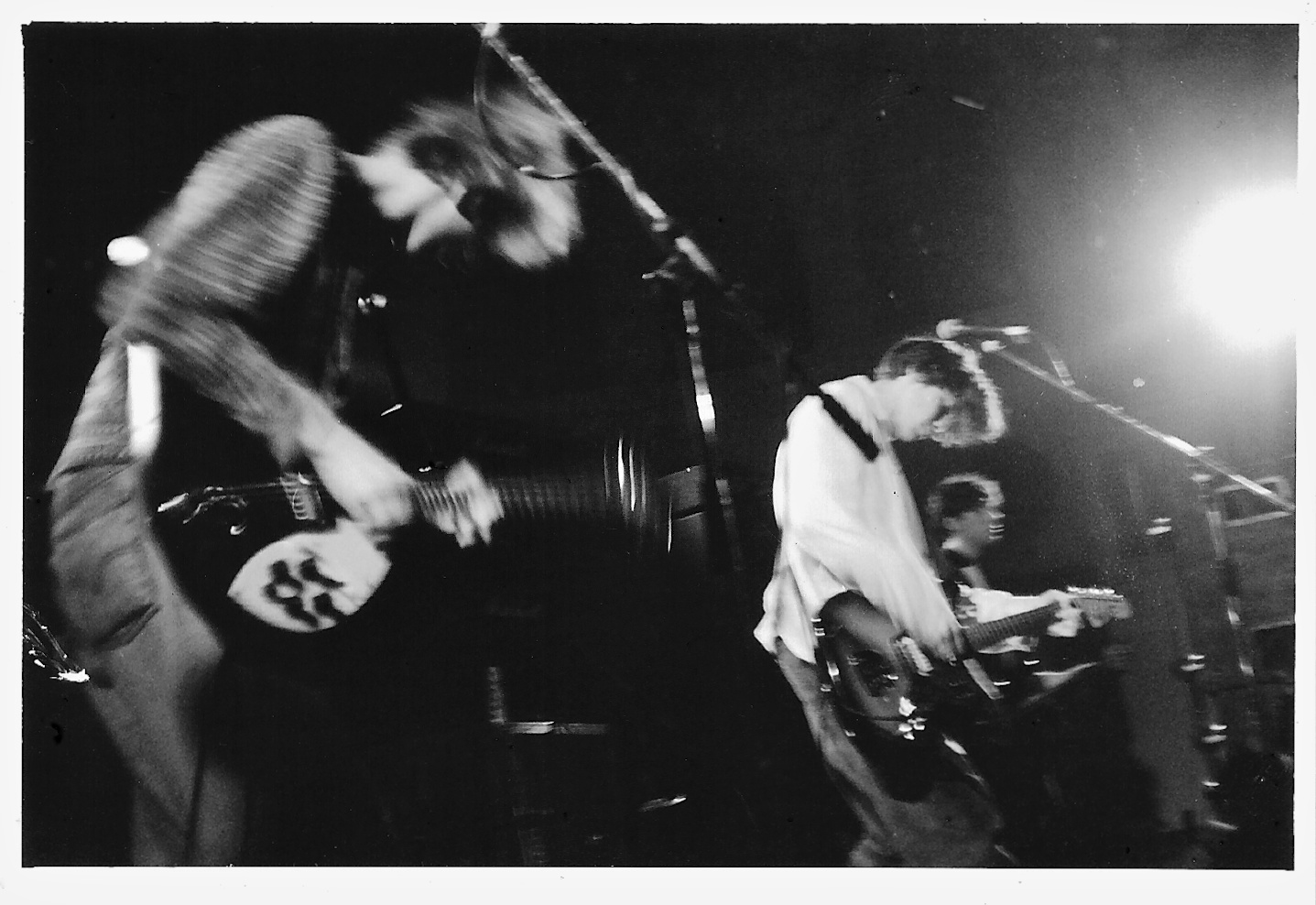
Andy Bell, Mark Gardener y Steve Queralt en 1990.

Ride (Español: Conducir) es un grupo del Rock alternativo británico formado en 1988 por Mark Gardener (guitarra y voz), Andy Bell (guitarra, voz y compositor principal), Steve Queralt (bajo) y Laurence Colbert (batería). Originalmente formó parte del movimiento shoegaze en ese país, estilo caracterizado por melodías muy sentimentales a la par que etéreas y melancólicas y guitarras muy distorsionadas con sonidos no armónicos.
La banda se separó en 1996 y se reunió con todos sus miembros originales en 2014.

## Historia y estilo
Ride quizás fue de los menos "atmosféricos" del movimiento, llevándose la palma en este aspecto My Bloody Valentine o Curve. La banda fue influenciada por Frank Zappa, The Beatles, Pink Floyd, Sonic Youth, R.E.M, New Order, Dinosaur Jr., The Smiths, Kaleidoscope, Pixies, Spacemen 3, The Fall, Stone Roses, Nirvana, Pulp, Suede, The Jesus and Mary Chain, My Bloody Valentine y Velvet Underground.
Tanto Gardener como Bell se turnaban para cantar, incluso cantando como dúo vocal en varias ocasiones, y si bien Bell era el compositor principal, Gardener también componía varias de las canciones.
Si bien se les conoce mayoritariamente por su papel en el movimiento del shoegaze, dicho sonido solo los acompañó en sus primeros años, plasmado principalmente en su primer álbum de estudio, sus primeros EP y su primer compilatorio Smile. Fue así como consiguieron convertirse en uno de los máximos referentes del movimiento junto con grupos como My Bloody Valentine y Slowdive. Ride consiguió un sonido propio, creando un shoegaze distinto al noise de My Bloody Valentine y a las melodías más relajantes de Slowdive, siendo más alternativos y psicodélicos. Como mayor herencia del grupo en su participación en el sonido de shoegaze quedó su primer álbum Nowhere de 1990 que es considerado al menos uno de los tres álbumes pilares del género y el mejor que haya hecho el grupo en su corta carrera.
Pero rápidamente abandonaron el sonido underground del shoegaze, por un sonido más suave y digerible como el britpop (movimiento que era todo un suceso por aquellos años) a partir del lanzamiento de su segundo álbum Going Blank Again en 1992, estilo que no abandonarían hasta el final de su carrera. Prácticamente el álbum entero estaba bajo el alero de ese sonido, salvo "Leave Them All Behind" que sería la única canción que recordaba a Nowhere.
Finalmente, el grupo acabaría su carrera en 1996, cuando tenían todo listo para estrenar su último álbum. El disco llamado Tarantula vería la luz en marzo del mismo año, cuando el grupo ya llevaba un par de meses de ruptura.
Se le considera una influencia para varios grupos posteriores de mitad de los años 1990.[cita requerida]
Tras la separación de la banda, los exmiembros continuaron sus carreras por separado. Fue Andy Bell el que consiguió hacer mayor ruido en la escena musical británica al formar el grupo Hurricane No. 1 y luego al unirse como bajista a Oasis (y dada la ruptura de este último, posteriormente a Beady Eye). Por su parte Mark Gardener formó en 1997 The Animalhouse y grabó dos discos como solista.
Luego de la salida de Bell de Beady Eye, el grupo anunció en 2014 una reunión con todos sus integrantes originales para una serie de conciertos alrededor del Reino Unido y Estados Unidos, con dos participaciones en festivales. En 2015, la gira se extendió por otros países de Europa.
En febrero de 2017, y tras 20 años sin grabar nuevas canciones, lanzaron "Charm Assault" y "Home Is a Feeling". Para mediados de ese año anunciaron la publicación de un nuevo disco titulado Weather Diaries.

## Miembros
- Mark Gardener – guitarra, voz
- Andy Bell – guitarra, voz, piano, armónica
- Steve Queralt – bajo
- Laurence Colbert – batería

## Discografía

### Álbumes de estudio
- Nowhere (1990) - #11 (UK)
- Going Blank Again (1992) - #5 (UK)
- Carnival of Light (1994) - #5 (UK)
- Tarantula (1996) - #21 (UK)
- Weather Diaries (2017) - #11 (UK)
- This Is Not a Safe Place (2019) - #7 (UK)
- Interplay (2024)

### Recopilaciones
- Smile  (1992)
- OX4 The Best of Ride (2001)
- Firing BlanksUnreleased Ride Recordings 1988–95 (2001)
- Live Reading Festival 1992 (2001)
- Waves (BBC Radio One sessions) (2003)

### EP
- Ride (1990) - #71 (UK)
- Play (1990) - #32 (UK)
- Fall (1990) - #34 (UK)
- Today Forever (1991) - #14 (UK)
- Coming Up For Air (2002)
- Tomorrow's Shore (2018)

### Sencillos
- Vapour Trail (1990)
- Leave Them All Behind (1992) - #9 (UK)
- Twisterella (1992) - #36 (UK)
- Birdman (1994) - #38 (UK)
- How Does it Feel to Feel? (1994) - #58 (UK)
- I Don't Know Where it Comes From (1994) - #46 (UK)
- Black Nite Crash (1996) - #67 (UK)
- Charm Assault (2017)
- Home Is a Feeling (2017)
- Future Love (2019)
- Repetition (2019)
- Clouds of Saint Marie (2019)